# Paladins
Paladins: Champions of the Realm is een gratis online schietspel. Het spel is ontwikkeld door Evil Mojo Games, een interne studio van spelontwikkelaar en uitgever Hi-Rez Studio, en werd uitgebracht in 2016 voor Windows, PlayStation 4, Xbox One en Switch.

## Verhaal
Paladins: Champions of the Realm speelt zich af in een scifi-fantasiewereld. Er zijn elementen van zowel fantasie als sciencefiction, inclusief middeleeuws ogende soldaten die afstandswapens gebruiken zoals jachtgeweren en aanvalsgeweren in plaats van zwaarden. 
In de wereld van Paladins is er een conflict tussen twee partijen, de Magistrate en de Paladins. Uitgekozen kampioenen werden ingehuurd om het aantal slachtoffers van het gewone voetvolk te minimaliseren. De kampioenen worden als "speciale strijdkrachten" beschouwd, omdat ze efficiënter zijn in de strijd dan een gewone soldaat. Niet alle kampioenen zijn echter toegewijd. Er waren enkelen die geen partij kozen tijdens de oorlog, ze zouden eerder met beide een contract sluiten, waardoor ze huurlingen werden. De rest van deze speciale troepen was toegewijd aan een partij, hetzij de Magistrate of de Paladins/verzet. Er zijn ook kleine groeperingen in het spel, de Abyss, de Thousand Hands en de Pyre. 

## Gameplay
Paladins biedt verschillende personages, genaamd Champions (kampioenen), die door de speler gekozen kunnen worden in het spel. Elk van deze kampioenen valt in een van de volgende categorieën: Frontlinie, Schade, Ondersteuning en Flank. Omdat het een teamgebaseerde shooter is, moeten spelers vertrouwen op strategie, karakterkennis, coördinatie en teamwerk om de overwinning te behalen. Spelers kunnen VGS gebruiken, samen met tekst- en spraakchat om te communiceren. Een goed team heeft een uitgebalanceerde keuze aan klassen die elkaar tijdens het spel ondersteunen. 

### Spelmodi
Er zijn verschillende spelmodi voor Paladins:
- Siege: De 'belangrijkste' Paladins -spelmodus, twee teams van 5 racen tegen elkaar om het centrale veroveringspunt van de kaart te veroveren en, indien succesvol, een lading die van daaruit naar de vijandelijke basis te duwen. Elke succesvolle push of capture geeft één punt. Voorkomen dat het vijandelijke team de lading belast, levert ook één punt op. Het eerste team dat vier punten scoort, wint het spel. Een team kan echter niet hun vierde punt scoren op verdediging, wat betekent dat het team een punt moet veroveren of de payload moet pushen om te winnen.
- Aanval: Teams vechten over een groot gevechtsgebied in een poging om puntcontrole te nemen en punten te verdienen. Naast het houden van een onbetwiste aanwezigheid op het controlepunt, scoort het doden van vijandelijke spelers ook punten voor het team, vergelijkbaar met een team deathmatch.
- Team Deathmatch: een klassieke spelmodus in de meeste first-person shooter-games, waarbij twee teams tegen elkaar vechten om kills te scoren. Het eerste team dat 40 kills scoort wint het spel.
- Gerangschikt: dezelfde spelmodus als Siege, maar wanneer spelers een kampioen kiezen, kan elk team twee kampioenen kiezen om te verbannen, waardoor ze niet beschikbaar zijn voor beide teams. Elk team kan ook de kampioenen van de tegenstander zien die zijn gekozen en geselecteerd, en zodra een kampioen door een speler in een team is gekozen, kan het andere team diezelfde kampioen niet gebruiken.
- Maandelijkse missies en Battle Pass: men kan deelnemen aan missies en maandelijkse gevechtspas-missies om skins, kristallen en schatkisten te verdienen. Merk op dat men Quests en Battle Pass-doelen kan voltooien in trainingswedstrijden, maar niet in aangepaste wedstrijden.

## Kampioenen
Het spel heeft 45 speelbare personages, of kampioenen, elk met unieke vaardigheden en talenten. Nieuwe kampioenen worden steeds toegevoegd aan het spel, en nieuwe gratis speelbare personages zijn maandelijks beschikbaar. De kampioenen zijn georganiseerd in vier categorieën: Frontlinie, Schade, Helers en Flankers. Er zijn 11 frontlinie, 14 schade, 10 helers en 10 flankkampioenen. Frontliniekampioenen zijn de tanks van het spel en gespecialiseerd in het vasthouden van het veroveringspunt. Schadekampioenen hebben de mogelijkheid om de meeste schade aan te richten in een spel. Helers hebben vaardigheden gecentreerd rond teamgenoten die kunnen genezen terwijl ze ook zelf schade kunnen aanrichten. Flanken zijn zeer snel en mobiel en zijn ontworpen om schade aan te richten en aanvallen in de flank en rug van de vijand mogelijk te maken.
Frontlinies
1. Ash
2. Atlas
3. Azaan
4. Barik
5. Fernando
6. Inara
7. Khan
8. Makoa
9. Nyx
10. Raum
11. Ruckus
12. Terminus
13. Torvald
14. Yagorath

Schade
1. Betty La Bomba
2. Bomb King
3. Cassie
4. Dredge
5. Drogoz
6. Imani
7. Kasumi
8. Kinessa
9. Lian
10. Saati
11. Sha Lin
12. Strix
13. Tiberius
14. Tyra
15. Viktor
16. Vivian
17. Willo
18. Octavia

Support
1. Corvus
2. Furia
3. Grohk
4. Grover
5. Io
6. Jenos
7. Lillith
8. Mal'Damba
9. Pip
10. Rei
11. Seris
12. Ying

Flanken
1. Androxus
2. Buck
3. Caspian
4. Evie
5. Koga
6. Lex
7. Maeve
8. Moji
9. Skye
10. Talus
11. Vatu
12. VII
13. Vora
14. Zhin

## Ontvangst
| Recensiescore       | Recensiescore         |
| Recensieverzamelaar | Score                 |
| ------------------- | --------------------- |
| Metacritic          | PC: 83/100 NS: 74/100 |
| Publicist           | Score                 |

 In reactie op beschuldigingen dat de game een Overwatch kloon is, zei Hi-Rez COO Todd Harris dat " Overwatch niet de inspiratie voor Paladins was ", en "de game die de meeste eer verdient Team Fortress 2 ".
De game is genomineerd voor "Best Competitive Game" bij de Golden Joystick Awards 2018. 